# کانینده دو سائوفرانسیسکو
کانینده دو سائوفرانسیسکو (به پرتغالی: Canindé de São Francisco) یک منطقهٔ مسکونی در برزیل است که در سرژیپه واقع شده‌است. کانینده دو سائوفرانسیسکو ۹۰۲٫۲ کیلومتر مربع مساحت و ۳۰٬۴۰۲ نفر جمعیت دارد و ۶۸ متر بالاتر از سطح دریا واقع شده‌است.